# モチノキ
モチノキ（餅の木・黐の木・細葉冬青、学名: Ilex integra）とは、モチノキ科モチノキ属の植物の一種。別名ホンモチ、単にモチともよばれる。
和名は樹皮から鳥黐（トリモチ）が採れることに由来する。中国名は、全緣冬青 （別名：全緣葉冬青）。

## 分布・生育地
日本では東北地方中部以南（宮城県・山形県以西）の本州、四国、九州、南西諸島に分布し、日本国外では朝鮮半島南部、台湾、中国中南部に分布する。沿岸の山地や、暖地の山地に自生する。葉がクチクラ層と呼ばれるワックス層に覆われていることから塩害に強く、寒気の強い内陸では育ちにくいため、暖かい地方の海辺に自生する。人の手によって、庭などに植栽もされる。

## 特徴
常緑広葉樹の中高木。雌雄異株で、株単位で性転換する特性がある。樹皮は灰色で、皮目以外は滑らか。一年枝は緑色で無毛である。
葉は互生するが、枝先はやや輪生状に見える。葉身は長さ4 - 7センチメートル (cm) 、幅2 - 3 cmの楕円形・倒卵状楕円形で、革質で濃緑色をしている。葉は水分を多く含んでいる。
開花期は春（4月ごろ）で、雄花・雌花ともに直径約8ミリメートル (mm) の黄緑色の小花が、葉の付け根に雄花は数個ずつ、雌花は1 - 2個ずつつける。花弁はうすい黄色でごく短い枝に束になって咲く。雄花には4本の雄蕊、雌花には緑色の大きな円柱形の子房と退化した雄蕊がある。
果実は直径10 - 15 mmの球形の核果で、内部に種子が1個ある。はじめは淡緑色だが、晩秋（11月）に熟すと赤色になり、鳥が好んで食べる。果実の先端には浅く裂けた花柱が黒く残る。実は冬まで残り、長く枝に残るものは黒くなる。
冬芽のうち、花芽は雄株・雌株ともに葉の付け根につき、雄株のほうが花芽は多い。頂芽は円錐形で小さい。葉痕は半円形で、維管束痕は1個つく。

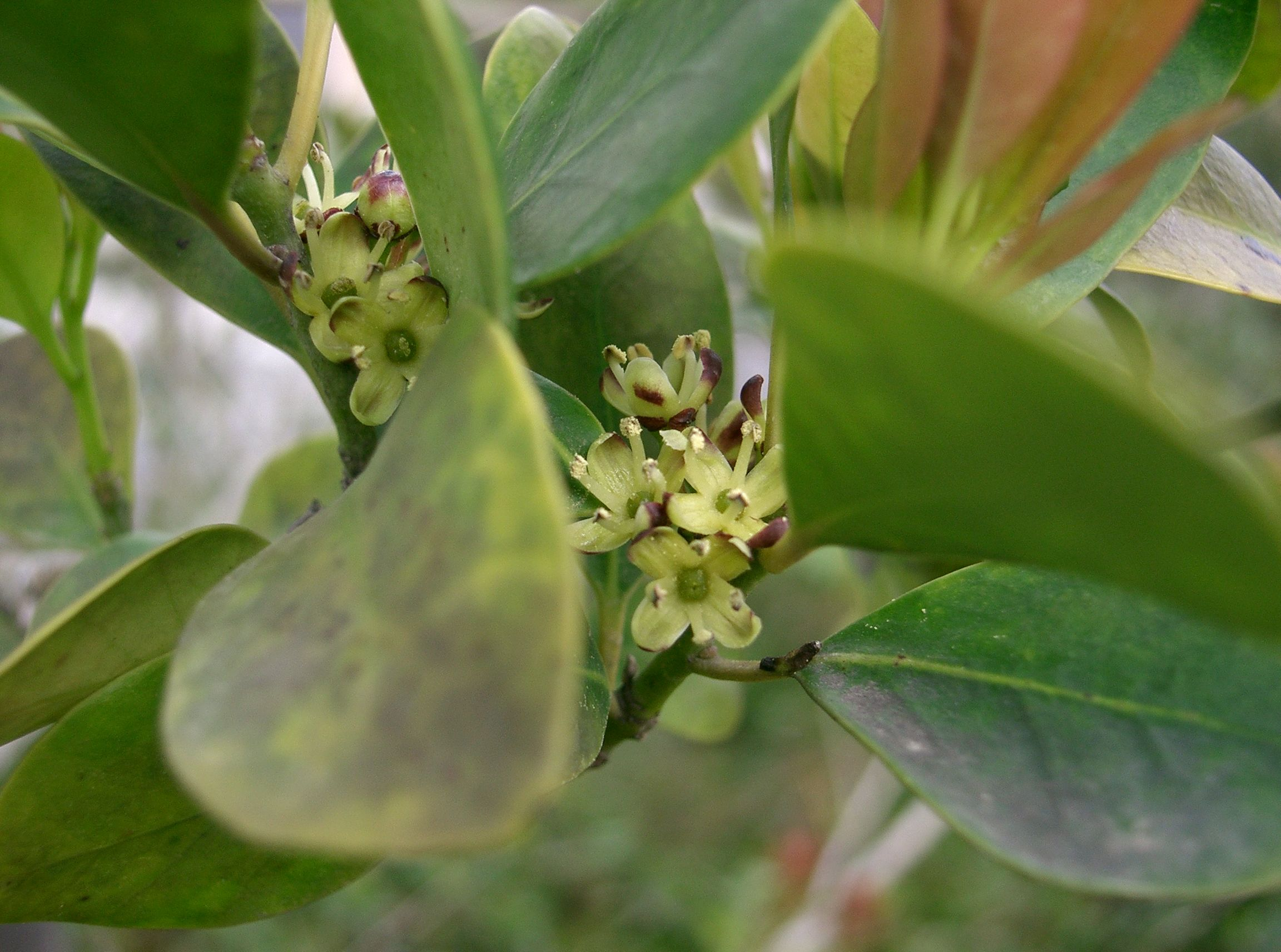
雄花

## 天敵
モチノキにはモチノキタネオナガコバチという天敵が存在する。このコバチは夏に発育中の種子の中に産卵し、幼虫と成って越冬する。幼虫は実の色を操作する能力があり、秋になれば本来赤くなる実を緑のままにすることで、実が鳥に食べられる事態を避ける。鳥に食べられる事によって繁殖するモチノキにとって、コバチの産卵は繁殖の妨げとなる。
モチノキは花粉を受粉しなくても種子を形成し、果実まで成熟することができる能力があり、調査によって未受精の種子は全体の3割に及ぶことが判明している。コバチは受精した種子にしか産卵しない特性があり、時間と労力をかけて産卵管を挿入しても、未受精の種子だった場合は産卵せずに抜いてしまう。未受精の果実は発芽しないため繁殖の役には立たないが、産卵に無駄なコストをかけさせることでコバチの繁殖を妨害する対抗手段となっている。

## 栽培
日なたから半日陰地に、土壌の質は適度な湿度を持った壌土に、根を深く張る。成長は遅い方である。植栽適期は、2月下旬 - 4月、6月下旬 - 7月中旬もしくは、4月 - 7月上旬または9月中旬 - 10月中旬に行うとされる。剪定の適期は、3月中旬 - 5月中旬とされる。施肥は1 - 2月に行う。茂りすぎて風通しが悪くなると、カイガラムシが寄生して、スス病が多発する恐れがある。枝配りを行って、さまざまな形に仕立てることができる。

## 人間との関わり

### トリモチ
樹皮から鳥黐（トリモチ）を作ることができ、これが名前の由来ともなった。まず春から夏にかけて樹皮を採取し、目の粗い袋に入れて秋まで流水につけておく。この間に不必要な木質は徐々に腐敗して除去され、水に不溶性の鳥黐成分だけが残る。水から取り出したら繊維質がなくなるまで臼で細かく砕き、軟らかい塊になったものを流水で洗って細かい残渣を取り除くと鳥黐が得られる。モチノキから得られる鳥黐は色が白いため、ヤマグルマ（ヤマグルマ科）を原料とするもの（アカモチ）と区別するために「シロモチ」または「ホンモチ」と呼ぶことがある。
材は堅く緻密であるので、細工物に使われる。

### 植栽
刈り込みに強いことから公園、庭などに植栽される。また、防火の機能を有する樹種（防火樹）としても知られる。
日本では古くから庭に欠かせない定番の庭木として親しまれ、さまざまな形に仕立てることができるため玉仕立てにするほか、列植して目隠しにも利用してきた。潮風や大気汚染にも耐えるため、公園樹としてもよく用いられる。

### その他
御神木として熊野系の神社の中にはナギの代用木として植えている場合がある。
岐阜県岐南町のシンボルの木にもなっている。

## 地方公共団体の木
- 中部地方 
  - 岐阜県本巣郡岐南町 [12]
  - 岐阜県本巣郡北方町
  - 岐阜県安八郡神戸町
  - 愛知県知多郡阿久比町
- 近畿地方 
  - 兵庫県加古郡稲美町
  - 奈良県生駒郡安堵町
- 四国地方 
  - 徳島県鳴門市
- 九州地方 
  - 長崎県東彼杵郡波佐見町